# Oscar I al Suediei
Oscar I, născut Joseph François Oscar Bernadotte (n. 4 iulie 1799, Paris, Prima Republică Franceză – d. 8 iulie 1859, Stockholms kommun, Comitatul Stockholm, Suedia), a fost rege al Suediei și al Norvegiei din 1844 până la moartea sa. După ce în august 1810, tatăl său Jean-Baptiste Bernadotte a fost numit Prinț moștenitor al Suediei, Oscar și mama sa s-au mutat de la Paris la Stockholm în iunie 1811. Tatăl lui Oscar a fost primul monarh din Casa Bernadotte. Mama lui Oscar a fost Désirée Clary, prima logodnică a lui Napoleon. Sora ei, Julie Clary, a fost căsătorită cu fratele lui Napoleon, Joseph Bonaparte. Désirée l-a ales pe Napoleon să-i fie naș lui Oscar.

## Educație
De la Carol al XIII-lea al Suediei Oscar a primit titlul de Duce de Södermanland. A învățat repede limba suedeză. Când a atins vârsta majoratului a devenit general. Talentele lui native au fost dezvoltate printr-o excelentă educație și curând a ajuns să fie privit ca o autoritate în toate domeniile socio-politice. La 17 ianuarie 1816 a fost ales membru al Academiei Regale de Științe Suedeze iar în 1818 a fost numit cancelar la Universitatea Uppsala, unde Oscar a învățat un semestru.
În 1839 a scris o serie de articole despre educația populară, iar în 1841 o operă anonimă, Om Straff och straffanstalter, care promovează reformele închisorilor. În timpul vieții tatălui său a fost de două ori vicerege al Norvegiei. La Palatul Leuchtenberg, la München, la 22 mai 1823, prin procură și în persoană la Stockholm la 19 iunie 1823 s-a căsătorit cu Prințesa Josephine, fiica lui Eugène de Beauharnais, Duce de Leuchtenberg și nepoata împărătesei Franței Josephine.

## Politică

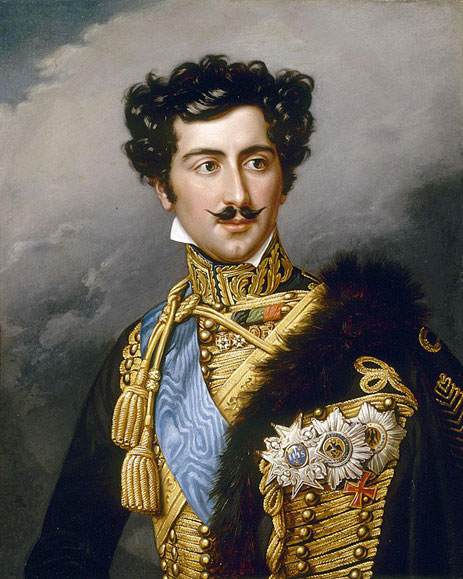
Prinţul Moştenitor Oscar al Suediei, pictură de Joseph Karl Stieler.

În 1824 și 1833, Prințul Moștenitor a fost pentru scurt timp Vicerege al Norvegiei. În 1838 regele a început să-l suspecteze pe moștenitorul său de complot cu Partidul Liberal de a aduce o schimbare de minister sau chiar propria sa abdicare. Dacă Oscar nu a sprijinit în mod activ opoziția cu această ocazie, faptul că el dezaproba comportamentul despotic al tatălui său era cunoscut deși el a evitat o ruptură reală.
Cu toate acestea, liberalismul lui era moderat iar opoziția, la scurtă vreme după urcarea lui pe tron la 8 martie 1844, a descoperit cu întristare acest lucru. Nu voia să audă de reforme radicale ale Constituției din 1809 însă una dintre primele lui măsuri a fost stabilirea libertății presei. De asemenea, el a trecut prima lege privitoare la egalitatea între bărbați și femei în Suedia când în 1845 a declarat că frații și surorile ar trebui să aibă drepturi egale la moștenire dacă nu există testament.
Oficial a stabilit egalitate între cele două regate ale sale prin introducerea unor noi steaguri care aveau în comun banda Uniunii Norvegiei și Suediei și prin introducerea stemelor noi. Multe din legile date în timpul domniei lui Oscar I au vizat îmbunătățirea poziției economice a Suediei. În 1857 Consiliul de Stat a declarat că Oscar a promovat prosperitatea materială a regatului mai mult decât predecesorii săi.
În afacerile externe, Oscar I a fost prieten al principiului naționalismului. În 1848 a susținut Danemarca împotriva Prusiei în primul război de la Schleswig; a plasat trupe suedeze și norvegiene în cantonament la Funen și în nordul Schleswigului și a mediat Armistițiul de la Malmö (26 august 1848). De asemenea, a fost unul dintre garanții integrității Danemarcei (Protocolul de la Londra, 8 mai 1852).

## Descendenți
Oscar I a avut cinci copii legitimi – patru fii și o fiică. Doi dintre fiii lui, Carol și Oscar, i-au succedat la tron.
1. Regele Carol al XV-lea (Carol al IV-lea în Norvegia) (1826–1872)
2. Prințul Gustaf, Duce de Uppland (1827–1852)
3. Regele Oscar II (1829–1907)
4. Prințesa Eugenie (1830–1889)
5. Prințul August, Duce de Dalarna (1831–1873)

Oscar a avut doi copii cu metresa sa, actrița Emilie Högquist:
1. Hjalmar Högquist, născut la 18 iunie 1839 la Hamburg, mort în 1874 la Londra.
2. Max Högquist, născut la 12 august 1840 la Stockholm, mort în 1872 în China.

Cu altă metresă, doamna de onoare Jaquette Löwenhielm, Oscar a avut o fiică:
1. Oscaria, născută în 1819.